# District de Heves
Le district de Heves (en hongrois : Heves járás) est un des 7 districts du comitat de Heves en Hongrie. Créé en 2013, il compte 35 116 habitants et rassemble 17 localités : 15 communes et 2 villes dont Heves, son chef-lieu.
Cette entité existait déjà auparavant jusqu'à la réforme territoriale de 1983 qui a supprimé les districts.

## Localités
- Átány
- Boconád
- Erdőtelek
- Erk
- Heves
- Hevesvezekény
- Kisköre
- Kömlő
- Pély
- Tarnabod
- Tarnaméra
- Tarnaszentmiklós
- Tarnazsadány
- Tarnaörs
- Tenk
- Tiszanána
- Zaránk